# フォーライフ・レコード

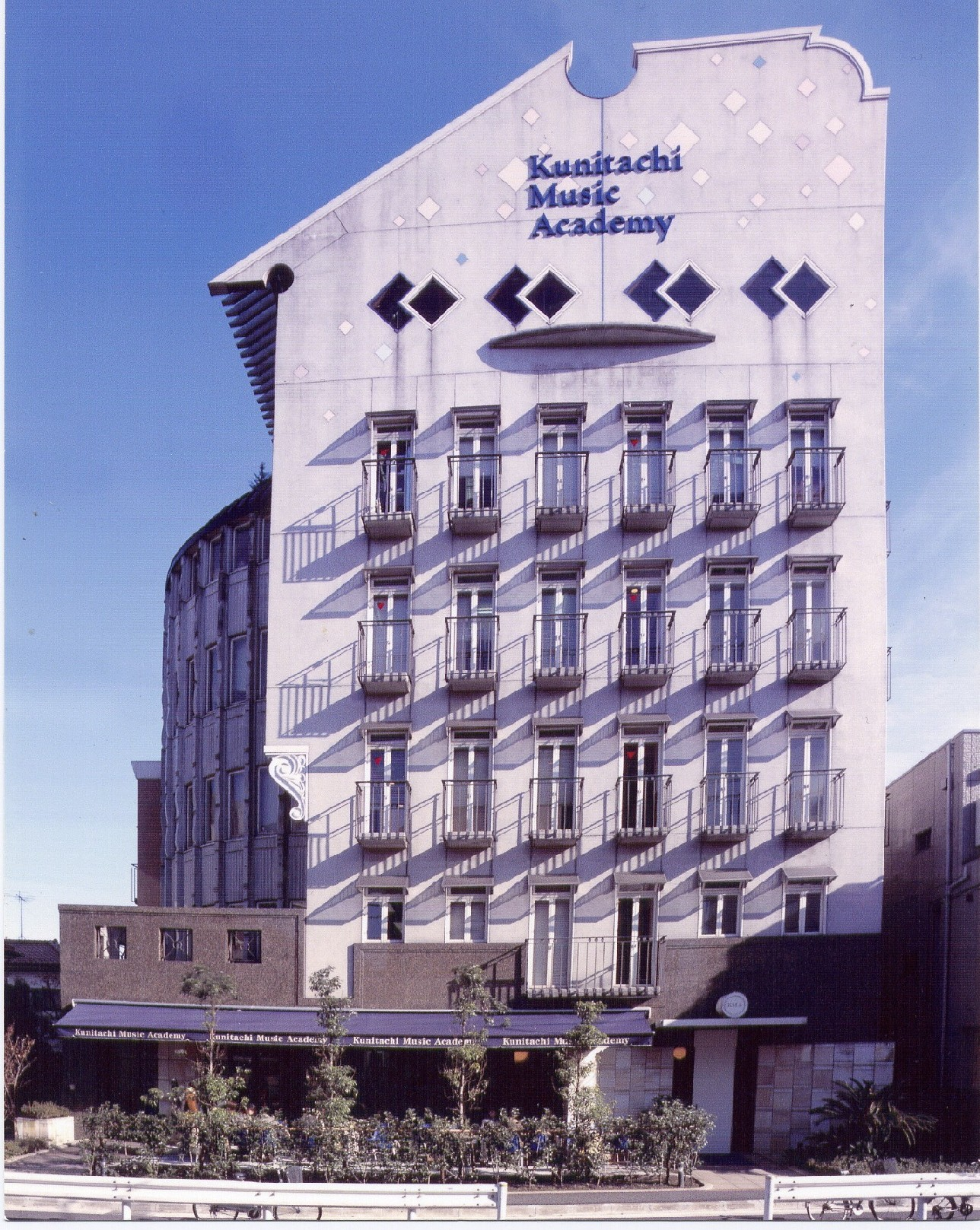
1990年代に竣工したレコーディングスタジオ兼本社屋（現：国立音楽院校舎）
建物上部の校名下にフォーライフ・レコードのシンボルマークが残されている。

株式会社フォーライフ・レコード（FOR LIFE RECORDS）は、1975年から2001年まで存在した日本のレコード会社。2002年以降、新設会社フォーライフミュージックエンタテイメントが事業を継承し、2024年で設立50周年を迎えた。
当社の設立は、現役ミュージシャンがレコード会社を設立するという、当時大きな社会的反響を呼んだJ-POP史に残る大事件であった。日本の音楽シーンにとっても60年代後半から抬頭して来たシンガーソングライターと、彼らの作り出す楽曲が、やがて日本の音楽シーンの中心となっていく、その最も象徴的出来事であり、日本のフォーク&ロックがニューミュージックと一口にして語られるようになった時期のエポックメーキングな転換点でもあった。

## 概要
小室等・吉田拓郎・井上陽水・泉谷しげるといった当時人気のフォークシンガー4人が1975年に設立した「ミュージシャンのミュージシャンによるミュージシャンのためのレコード会社」。小室が初代代表取締役社長、後藤由多加が副社長、井上・吉田・泉谷が取締役に就任。社名の「ライフ」は吉田の発案で「人生」という意味。吉田は「トゥーライフ」にしたかったが、みんなでわいわいやっている内に「フォーライフ」になったという。
1975年2月26日付報知新聞一面に《100億円の"旗揚げ"》という大見出しで「井上陽水 吉田拓郎 レコード会社設立」という記事が掲載された。新レコード会社が順調に発足すれば、井上30数億、吉田20数億、小室と参加を予想される泉谷ほかのメンバーで合わせて100億円の総売上高を誇ることになり、一気に大手レコード会社と肩を並べられる一大レコード会社が誕生することになる。いわゆるスッパ抜き記事が出たため、レコード業界、マスコミは真相をつかむために上を下への大騒動となり、社会的な問題として広がっていった。当時は圧倒的に強大な力を誇っていた日本の音楽業界の在り方に叩きつけた宣戦布告、などとケンカを売った形となったが、当時はフォークが全レコード売り上げの60％を超えるシェアを占め、レコード業界において大きな力を持っていたため業界は大混乱となった。井上の1974年のレコード売上げは37億円。吉田は20数億といわれ、この数字は吉田と同じCBS・ソニー（現：ソニー・ミュージックエンタテインメント）内で酒井政利率いるポップスや歌謡曲部門のドル箱だった郷ひろみ、天地真理、南沙織の3人合わせた売上げと同額だった。

## 沿革

### 設立の経緯
設立のきっかけは、当時すでにCBS・ソニー内に個人レーベル（オデッセイレーベル）を持ち、レコーディングに於いてはプロデュースという形で権限を与えられていた吉田が「その先の営業・宣伝における全権を握りたい」と考え、それに対し小室が提案したことだった。吉田は1974年に後藤由多加とともにボブ・ディランのコンサートを見るため渡米。アメリカのアーティストの中に自分たちのレーベルを持つ者がおり、大手レコード会社と提携して独自のプロデュースワークで質の高い浸透性のある音楽を作っているのを見る等、アメリカの音楽事情を知っていたという背景があった。小室も所属していたベルウッド・レコードのニューミュージック方面の販売促進力の弱さなどに不満があった。吉田は当時のインタビューで「今のレコード会社の年功序列的な組織の中ではプロデューサーとしては何もできない。俺たちの力では崩せない壁がある。プロデューサーという価値観が会社の方でも解ってない。日本ではプロデューサーの評価が全然ない。ミュージシャンだけでなくそれに携わった全部の人が評価されるシステムを作りたい」と述べている。大手レコード会社の意向が絶対だった時代に、ビジネス優先の作品づくりから、アーティスト主導による作品づくりをしたいという想いがあった。この発言は大きな波紋を呼んだが、音楽プロデューサーの位置立場が初めて立証された。同じ年に開催した「吉田拓郎・かぐや姫 コンサート インつま恋」と併せ、吉田の旧体制への挑戦が形になって現れた事例といえる。
小室は吉田と二人でやるつもりでお酒を飲みながら話を進めていたが、吉田が「俺と小室さんの二人でやるんじゃ分かりやすくて面白くない。井上陽水が入るんならやってもいい。あんた陽水と親しいなら話してみてくれ」と言われた。小室は、承諾はしないだろうと予想して井上に話したら「参加したい」と言われた。井上はその理由について「環境を変えてみたかったこと」と「吉田拓郎の近いところにいるのも面白いと思った」と答えた。この3人で話し合いをしてみたが、何か足りない、もう一人毒のあるのが欲しいとなって吉田が泉谷に声をかけ4人になった。泉谷は「アーティストがレコード会社を作ろうなんて最初は冗談かと思った。考えられないことだったからね。そもそも当時、売れていたのは小室さんや拓郎、陽水だったし、作りたいなら3人でいいじゃんって思ったりしたけど、そこはね、『（泉谷が）重要だ』って言われて誘われたことは嬉しかったからな、どんな冗談でも乗ってみようかって思ったわけだよ」「フォーライフは吉田拓郎という天才がつくったもの。オレは誘われただけ」「俺がアメリカに遊びに行ってる間に、知らないうちに決まっていた」などと話し、自由を求めて設立メンバーに入った。吉田・井上とも所属のレコード会社とちょうど契約の切れるいいタイミングだった。小室と吉田は、最初にベルウッド・レコードを辞めた三浦光紀に話を持ちかけたが、三浦のスタッフに拒否された。

### 当時の音楽状況
戦後からレコード会社主導で発展して来た日本の音楽界では、アーティストがレコード会社を持つということは非常に挑戦的なことであった。当時の音楽業界はレコード会社の権限が圧倒的に強く、作詞家、作曲家、歌手は基本、各社の専属制を執っており、そのレコード会社の所属歌手は、同じ会社の所属作家から提供された楽曲しか歌えない強い縛りが存在していた。歌手・アーティストが曲の制作から広報、営業まで強い権限を持つことで、それまでの組織型の業界のシステムを根本から覆してしまうと、音楽業界の反感は強かった。当時の音楽業界はレコード会社の権限が圧倒的に強く、アーティストは契約"される"側で、経営者はアーティストを選別、売れなくなると切り捨てるという関係が当たり前だった。自作自演が中心だったフォークとは無縁のようでいて、年3枚のアルバム契約の縛りや、自身の意向とは無縁のシングル盤リリースなど、対レコード会社との力関係は圧倒的にアーティストに不利だった。吉田がエレック時代は社員扱いのため給料制で、CBS・ソニーに移籍した際、莫大な印税が振り込まれ驚き、アーティストの権利について初めて考えたといわれる。
事態を憂慮した日本レコード協会は定例理事会を開き「吉田、井上らの新レコード会社の販売は引き受けない」ことを申し合わせ、各レコード会社にプレスも販売も認めないでくれと通達がまわった。海外ではビートルズやローリング・ストーンズ、レッド・ツェッペリンなど、当時から自分のレコード会社を持つアーティストは多かったが、それらも自分たちが録音したものを既成の大メーカーに売るという制作会社で、この時のような制作から販売までするということではなかった。
業界筋、ジャーナリスト間では"実現できそうもない夢だよ"との見方が大方であったが、マスメディアの反響の余りの大きさに小室、吉田、井上の3人は今更引くに引けなくなり"意地でもやり抜こう"と結束。吉田の友人の中には、プロダクションから吊るし上げに遭う者も出た。しかし多くの若者、フォークファンは賛辞を送った。2008年に吉田の曲を全編にわたって使用する映画『結婚しようよ』を監督した佐々部清は「レコード会社に喧嘩売った幕末の志士みたいでカッコよかった」と述べている。吉田ファンの重松清は、自身を「フォーライフ世代」と述べている。
最も問題となったのはレコードのプレスと流通ルートであった。当初はレコード店がレコードを扱ってくれないかもしれないという状況。それらは殆んど大手レコード会社が持っていたため業界から圧力をかけられ、やむなく全く異なる流通を考え、人件費が日本より安くなる韓国でのプレスや通信販売、コンサート会場でレコード売る方法などが検討された。ただ大きな売上が予想されるだけに手掛けたいというのが各レコード会社の本音ではあった。そこへ当時ポニーおよびキャニオンレコード（現：ポニーキャニオン）の社長であった石田達郎が救いの手を差し伸べ、プレス・販売元をキャニオンレコード、販売委託をポニーが受け持った。

### 会社発足
1975年4月11日、高輪プリンスホテルで新レコード会社発足記者会見。この会見では300人の報道陣が集まり関心の高さを示した。もの凄い数のカメラには4人も予想外で「なんじゃこりゃ！」という感じでビックリしたという。同年6月1日、小室、吉田、井上に、後から参加した泉谷のフォーク4人衆が「フォーライフ・レコード」を正式発足させた。社員わずか30数名のレコード会社はスタートを切った。フォーライフ発足時のキャッチコピーは、"私たちに音楽の流れを変えることができるでしょうか"だった。フォーライフの設立は革命であり、サブカルチャーからメインカルチャーに躍り出た"70年代フォーク"の一つの到達点だった。しかし、他のアーティストはあまり参加せず、野澤享司がセカンド・アルバムをリリースした程度であった。業界全体売上が184億円だった1975年初年度の売上高は31億円に達した。翌1976年の売上高は公称41億4千万円、実質20億7千万円といわれた。

### 大揺れの日本レコード協会
日本レコード協会は会員一致でフォーライフ・レコードには一切協力はしないと申し合わせていたにも関わらず、ポニーが販売面を担当することになったことで日本レコード協会は大揺れ。1975年4月24日に築地の同協会で理事会が開かれ、井上が所属していたポリドールがポニーに対して「業界の秩序を乱した」と同協会からの除名申請を提出。吉田が所属していたCBS・ソニーは脱会届を提出した。CBS・ソニーの大賀典雄社長と徳間康快・徳間音工（徳間ジャパンコミュニケーションズ）社長は理事会を欠席した。高清一郎ポリドール社長が「井上・吉田ともまだ契約期間中に他からの引き抜きの応じ、ポニーに引き抜かれたのではないか」と不満をぶちまけた。結局、ポリドールの除名申請、CBS・ソニーの脱会届は、正坊地隆美日本レコード協会会長預かりとなったが、これにも高ポリドール社長は受け入れなかった。

### その後
第2・第3のフォーライフの追随を期待したが、そういった動きは全く無かった。世間からは「果たしていつまでいつまで続くか」と冷ややかな目で見られた。
創立一周年を記念し、吉田の発案したアルバム『クリスマス』を4人の設立メンバーで製作し、30万枚限定で1976年11月に発売するが、思ったほど売れず、巨額な赤字を抱える。
発売タイトルがアイドル歌謡曲・ロックバンドに偏重するようになると、創業メンバーに足並みの乱れが生じる。
1977年3月期の総売上が8億円になったことで小室に代わり吉田が代表取締役社長に就任。吉田は当時30歳。井上、泉谷は吉田の社長就任に反対したが、「みんなの意見を聞いていたら3ヵ月で出るレコードが1年かかる。フォーライフの再建は俺しかない」とこれを却下した。社長交代で小室、井上、泉谷の3人は経営から手を引き、一プロデューサーになり、吉田のワンマン体制が敷かれた。各メディアは「経営不振、内紛が原因」と報じた。吉田は自身の音楽活動を辞め社長業に専念。大手プロダクションやレコード会社社長と接待ゴルフをしたり酒を飲み交わした。吉田のプロデュースで原田真二がデビュー、大きな利益を挙げたものの、その原田が早々に移籍するなど、フォーライフ側の狙う方向性と、次世代アーティストの理想との間に乖離が出てきた。吉田が社長になり水谷豊など歌謡曲も手がけるようになったことに対し、泉谷は、以前のフォーライフの考え方と違うと問題を提起、同年7月13日に退社。泉谷は「1年目は楽しかったが、2年目からは段々、居心地の悪さを感じちゃったんだよね」などと述べている。作り手側の理想と、利益を生み出さねばならぬレコード会社の現実という問題に直面することになった。泉谷と他の3人は10年間仲違いがあり、泉谷は「フォークの裏切り者」のレッテルを貼られライブをやってもお客が入らなくなり、その頃、向田邦子からオファーがあったのが役者の仕事だった。1982年、吉田に代わり後藤が社長に就任した。販売・流通は後の1990年代にポニーキャニオンから離れ、BMGジャパン（現：アリオラジャパン）、SMEJ（現：ソニー・ミュージックソリューションズ）に移管した。

### 倒産と新会社への事業譲渡
1990年代前半はZOOやさねよしいさ子等の楽曲がスマッシュヒット、杏里のアルバムが立て続けに1位セールスを記録したものの、1997年に入ると、長渕剛が長年在籍した東芝EMIより電撃移籍があったが、1994年のフォーライフ・レコード移籍時にプライベートレーベルまで置いた坂本龍一や前年「PRIDE」でミリオンセラーとなった今井美樹ら主力アーティストが相次ぎ他社へ移籍。A&Rによる新人アーティスト売上不振と世田谷区池尻に銀行融資で竣工したレコーディング・スタジオを兼ねた本社ビルの返済負担から経営が悪化。
1999年発売、井上の『GOLDEN BEST』がダブルミリオンを記録、売上は井上に大きく依存する状況になった。1999年に創業当時から在籍した吉田、2000年に1978年のデビューから在籍した杏里が他社へ移籍。2001年9月末、原盤権を有すアーティストのベスト・アルバム「PURE BEST」をレーベル主導で企画、10タイトルを発売。
2001年11月14日、フォーライフ・レコードは臨時株主総会で同日付での解散を決議、本社所在地界隈の地名を冠した株式会社三宿産業へ社名変更。新設した株式会社フォーライフミュージックエンタテイメント（FLME）に対してレコード会社としての業務・資産全てを売却譲渡した（後藤はFLME社長として続投する一方、三宿産業の清算人となる）。同年12月に三宿産業は東京地裁へ特別清算を申請し、翌2002年の2月22日付で特別清算開始決定。2004年6月18日付で特別清算終結が確定し、清算が完了。新旧分離による経営再建策であるが、未だこの手段は普及していなかった。三宿産業の負債総額は約60億円。本社屋は2003年に国立音楽院が買収、校舎として使用されている。
フォーライフ・レコード時代の旧盤・楽曲は廃盤済タイトルを含め、全事業承継したFLMEから発売・企画が継続されている。
2024年で設立50周年を迎えるにあたり、泉谷が48年ぶりフォーライフ復帰し、2025年2月12日発売予定のアルバム『シン・セルフカバーズ〝怪物〟』で、吉田拓郎の「イメージの詩」をカバーする。泉谷は設立メンバーで最初に離脱したが、その時に必死に止めたのが拓郎で、社長になった拓郎に対して「好きな人に失望していくのが嫌だった」と話した。この時の拓郎に対する負い目があり、この選曲につながったと見られている。

## フォーライフ・レコード設立の影響
設立までの経緯としてフォーク系アーティストたちの"権利ビジネスの目覚め"という見方がある。1974年に吉田が楽曲提供した森進一の「襟裳岬」が大ヒットして以降、ニューミュージック系アーティストが歌謡曲歌手に楽曲提供する事例が増えたが、ソングライターであることが、場合によってはシンガーである以上の利益をもたらす。そうした権利に目覚めたアーティストたちの帰結として生まれたのが、アーティスト主導のレコード会社・フォーライフ・レコードだったのである。若者主体の音楽シーンを日本で初めて生み出した点については評価される。
フォーライフの最大の功績は、アーティストたちがプロデューサー的権限を強め、自身の権利を主張し保護する契機となったことである。フォーライフ設立以降大きな産業となったニューミュージックの利権、歌の著作権を巡り、アーティストあるいはプロダクション主導型のレコード会社が続々設立された。作曲家だった村井邦彦が1977年アルファレコード、1978年にはEPIC・ソニー（現：エピックレコードジャパン）、SMSレコード、ケンウッド・レコードなど。これらはいずれも大手レコード会社や大手プロダクションが設立したもので、現役アーティストが設立したものではないが、1978年から1979年にかけさだまさしのフリーフライト、井上堯之のウォーター・レコード、加藤和彦・内田裕也のカメリア・レコードなど、配給・宣伝は大手が行ない、制作だけを手掛けるレコード会社が設立された。他に日本のコンサートイベンター、ヤング・ジャパンがポリグラムと提携してポリスターを設立するなどレコード会社の設立ラッシュとなった。こうした動きは80年代に入り、さらに活性化していく。それまでのレコード会社は大手電機メーカーの系列会社として、ハードの販売促進のために生まれたケースが多かったが、フォーライフの設立を起点として、日本の音楽事情を結果的に他ジャンルにも拡散させることになった。
またこの頃から大手プロダクションから独立するタレント、マネージャー、社員が相次ぎ、個人事務所や新しい芸能プロダクションが設立された。
富澤一誠は「フォーク・ニューミュージックは、1977年までは吉田拓郎、井上陽水にリードされ、常にその影響下にある時代が続いていたが、1977年に泉谷しげるが退社、フォーライフの一角が崩れ、圧力が弱まった間隙をついて新しい音楽性を持った新人が飛び出して来た。時代そのものがガラリと変わってしまった」と述べている。
『ヤング・ギター』は、吉田をデビュー時から強力に応援したことで知られるが、初代編集長・山本隆士は「メジャーでできないことをやろうというのがフォーライフだった。それが果たしてずっと続いたかというと、結局は分裂してしまったけど、でもメジャーの体制もフォーライフの登場によって変えられたのかなと思う」などと述べている。小室は1991年のインタビューで「フォーライフが今でも続いていることの意義があるとしたら、それは二代目社長の吉田の功績が大きいんじゃないかと思う」と述べている。
吉田は2023年2月放送の「吉田拓郎のオールナイトニッポン」で、フォーライフ・レコード設立に触れ、「そこになんで参加したのか、人生でいちばん悔やまれる。あれはやらなきゃよかった」「人付き合いがうまくなること、口がうまくなること、世の中を渡るテクニックを覚えた」「曲作りもステージ活動も全部止まった」「社長として、心にも思っていないことも人にこうやれという人生は予定外だった」などと述べた。フォーライフ設立から1990年代半ばまでの状況は小室等・吉田拓郎の楽曲 「君に会ってからというものボクは」にまとめられている。

## 2001年時点で所属・リリースをしていたアーティスト

### あ行
- 井上陽水

### か行
- 我那覇美奈
- 小林直
- 小室等

### さ行
- Smorgas

### た行
- DOUBLE

### な行
- 長渕剛

### は行
- 原田知世
- BENNIE K

### ら行
- Raphael

## かつて所属していたアーティスト

### あ行
- 麻生祐未
- AMAZONS
- 有川周一
- 杏里
- 泉谷しげる
- 伊勢正三
- 伊藤かずえ
- 今井美樹
- イモ欽トリオ
- WENDY
- 宇佐元恭一
- 唄人羽
- 江口洋介
- おかわりシスターズ
  - 山崎美貴
- 奥野敦士

### か行
- かまやつひろし
- 川村ゆうこ
- 川口雅代
- 風見慎吾（現・風見しんご）
- 北岡夢子
- 木村一八
- CLOVER
- 小出正則
- 香坂みゆき
- 小堺一機
- 児島未散
- 小西博之
- こむろゆい

### さ行
- 坂本龍一（gütレーベル）
- 佐藤聖子
- さねよしいさ子
- 柴田恭兵
- 島崎路子
- Jack&Betty
- Sugar
- シアターブルック
- ZIG ZAG
- ZOO
- Z-BACK
- ソフトクリーム
  - 遠藤由美子

### た行
- 高橋名人
- 立花ハジメ
- 田中律子
- 種市弦
- 種浦マサオ
- テイ・トウワ
- De-LAX - 1993年3月24日の渋谷公会堂公演のライブをもって解散。現在は、1度の活動休止を経て活動を再開している。
- テレサ野田
- DOKIDOKIパニック
- トミー平原 With ザ・ナイス

### な行
- 中島優子
- 中谷美紀[注釈 6]
- 長戸大幸[注釈 7]
- なかにし礼
- 中村由真
- 永田真代
- No'where
- 野咲たみこ

### は行
- 馬場俊英
- 浜本沙良
- 林アキオ
- 原田真二
- ひかる一平
- FANATIC◇CRISIS
- 福島邦子
- 福島高博

### ま行
- 増田恵子
- 松尾久美子
- 真璃子
- MariMari
- 水谷豊
- MYSTeRY
- MONDO GROSSO

### や行以降
- 山本奈津子
- 吉田拓郎
- 吉沢秋絵
- RAZZ MA TAZZ
- ロブバード
- わらべ

## 販売元
- 1975年 - 1987年 - 株式会社ポニー（現：ポニーキャニオン）
- 1987年 - 1996年9月 - ポニーキャニオン
- 1996年10月 - 1998年6月 - BMGビクター（現：アリオラジャパン）
- 1998年7月 - 2001年12月 - ソニー・ミュージックディストリビューション（現：ソニー・ミュージックソリューションズ）